# لیدا وورهیس
 لیدا وورهیس (انگلیسی: Lida Voorhees؛ زاده ۳ ژوئیه ۱۸۶۴ درگذشته ۸ فوریه ۲۰۱۴) یک تنیس‌باز اهل ایالات متحده آمریکا بود.